# Buiatría
Buiatría es la rama de la medicina veterinaria que se especializa en todo lo relacionado con los bovinos y rumiantes (salud, producción, reproducción, comercialización e industrialización).
La palabra buiatría, adaptada del inglés "buiatrics",  proviene del griego boũs o bũs (βοῦς, "buey, toro o vaca")  e iatreía (ἰατρεία, "curación"). 